# Observations d'ovnis du Pentagone
Les observations d'ovnis du Pentagone sont une série d'enregistrements vidéo d'instruments de bord d'avions de chasse de l'US Navy opérant depuis les porte-avions Nimitz et Theodore Roosevelt en 2004, 2014 et 2015, avec quelques prises de vues provenant de personnels de la Navy en 2019. Ces trois enregistrements noir et blanc à l'image granuleuse, largement considérés comme des observations officielles d'ovnis, ont fait l'objet d'une intense couverture médiatique en 2017. À travers deux communications en 2021, le Pentagone a officiellement rendu publiques les trois premières vidéos, et a confirmé la provenance de celles qui avaient fuité en 2019. La publicité autour de ces vidéos a suscité de nombreuses explications, telles que l'observation de drones ou d'appareils non répertoriés provenant d'une puissance non identifiée, l'observation de rendus anormaux des instruments de bord, l'interprétation erronée de phénomènes physiques (comme la parallaxe), des erreurs humaines d'observation ou d'interprétation, voire des spéculations sur des vaisseaux spatiaux d'extraterrestres.
- Vidéo « FLIR ».
- Vidéo « GIMBAL ».
- Vidéo « GOFAST ».

## Observations
Le 14 novembre 2004, le pilote David Fravor du groupe de frappe du porte-avions Nimitz partit examiner des échos radar indiquant une cible possible au large des côtes de Californie du sud,,. Fravor rapporta que l'opérateur lui avait indiqué que l'USS Princeton (en), qui faisait partie du groupe de frappe du Nimitz, avait suivi un appareil inhabituel les deux semaines précédant l'incident. Il apparaissait vers 24 000 m d'altitude avant de descendre rapidement vers la mer et s'arrêter à environ 6 000 m en restant stationnaire. Fravor rapporta avoir observé un objet blanc de forme allongée animé de mouvements brusques semblant aléatoires au-dessus de remous fixes dans l'océan. Il estima la longueur de l'objet à environ 12 m,. Avec un autre pilote, Alex Dietrich, il expliqua qu'en tout quatre personnes (les deux pilotes et les deux officiers des systèmes d'armes qui volaient avec eux) avaient été témoins de la scène pendant environ 5 minutes. Lorsque Fravor descendit pour inspecter l'objet, celui-ci s'éleva au-dessus la surface en spiralant de manière symétrique à celle de l'appareil en approche, jusqu'à disparaître en arrivant à sa hauteur. Un autre escadron, dans lequel se trouvait Chad Underwood, décolla du Nimitz pour reconnaître la situation. Son appareil était équipé d'un système de visée infrarouge FLIR qui lui permit d'enregistrer la vidéo du même nom, désignant l'objet volant non identifié comme un « Tic Tac » compte tenu de sa forme oblongue et de sa couleur blanche, bien qu'il ne l'ait pas vu lui-même.
En 2014-2015, des pilotes du groupe de frappe du porte-avions Theodore Roosevelt étaient en opération au large de la côte est lorsqu'ils enregistrèrent les vidéos appelées GIMBAL (signifiant « cardan » en anglais du fait que l'objet semble pivoter en vol) et GOFAST d'objets volants que les pilotes ne parvinrent pas à identifier.

## Publication et observations ultérieures
Les trois premières vidéos ont été publiées par le New York Times le 16 décembre 2017 et ont rapidement fait l'objet de spéculations hardies de la part d'ufologues de tous horizons. La communication initiale a été critiquée par le professeur en journalisme Keith Kloor (en) comme « un discours curieux qui semble reposer sur des informations biaisées et mal documentées ». Selon lui, « une attention particulière avait été portée aux explications prosaïques les plus probables, alors que la couverture médiatique a essentiellement retenu la nature déconcertante des faits en jouant avec le caractère mystérieux du mot « UFO » dans les gros titres ».
Ces vidéos, qui présentent des données d'affichage des instruments de bord et des images infrarouges ainsi que des enregistrements audio de communications entre pilotes, avaient été préalablement communiquées à la presse par Luis Elizondo, qui avait été responsable de l'AATIP avant de démissionner du Pentagone en octobre 2017 pour protester contre la politique du secret et le refus d'enquêter du gouvernement, déclarant dans sa lettre de démission au secrétaire à la Défense des États-Unis James Mattis que le programme n'était pas pris au sérieux. Selon le magazine Wired, une copie de l'une de ces vidéos était en ligne sur un forum d'ufologues depuis au moins 2007 ; il a alors rejoint l'entreprise To the Stars... Academy of Arts & Sciences, au sein de laquelle il a œuvré à la diffusion de ces vidéos. En septembre 2019, une porte-parole du Pentagone a confirmé que les vidéos diffusées avaient été réalisées par des pilotes de l'US Navy et qu'elles s'inscrivaient dans « le problème plus large de l'augmentation des incursions de phénomènes aériens non identifiés dans des zones d'entraînement de l'armée au cours de ces dernières années ». Ces trois vidéos ont finalement été publiées par le Pentagone le 27 avril 2020,,.

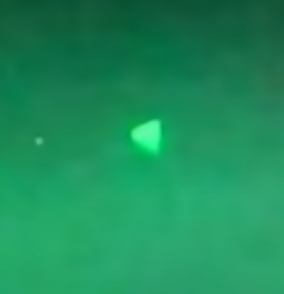
Image extraite de la vidéo prise depuis l'USS en juillet 2019.

En février 2020, l'US Navy a confirmé que, à la suite des demandes, des réunions d'information avaient été organisées par des responsables du renseignement à l'intention des membres du Congrès. En avril 2021, la porte-parole du Pentagone Sue Gough a confirmé qu'une vidéo qui circulait publiquement, et qui montre ce qui semble être un objet triangulaire non identifié dans le ciel, surnommé « l'ovni en pyramide » par les journalistes, est authentique et avait été prise par des membres de l'US Navy à bord de l'USS Russell en 2019,. Le sceptique Mick West (en) interprète cette vidéo comme étant probablement un avion filmé avec un smartphone à travers une lunette de vision nocturne faisant apparaître triangulaires les lumières de l'appareil en raison d'un effet de bokeh. Le Pentagone a par ailleurs confirmé d'autres clichés d'objets décrits comme « sphère », « gland » (acorn) et « dirigeable métallique » (metallic blimp).
En mai 2021, Gough a confirmé qu'une deuxième vidéo avait été prise par un membre de l'US Navy et était en cours d'examen par l'UAP Task Force. Cette vidéo, prise le 15 juillet 2019 depuis l'USS Omaha, est censée montrer un objet sphérique survolant l'océan comme vu à travers une caméra infrarouge la nuit, se déplaçant rapidement avant de s'arrêter et de descendre lentement dans l'eau,.

## Explications et suites des incidents
En 2021, les phénomènes aériens observés depuis le Nimitz et le Theodore Roosevelt sont considérés par le département de la Défense comme « non identifiés »,. L'attention des médias sur ces événements a suscité diverses théories et spéculations de la part de personnes et de groupes privés concernant l'explication cachée derrière ces observations, y compris des théories pseudoscientifiques telles que l'ufologie. De ce point de vue, l'auteur Matthew Gault expliqua que ces événements « reflètent la même séquence que celle constatée des douzaines de fois auparavant. Quelqu'un voit quelque chose d'étrange dans le ciel ... et le public s'empresse d'en tirer des conclusions illogiques ».
Parmi les explications prosaïques et non pseudoscientifiques, on relève de possibles dysfonctionnements, anomalies ou artefacts de l'instrument de bord ou du logiciel,, une illusion d'optique telle que la parallaxe ou une erreur d'interprétation humaine,,, ou des appareils banals comme un avion de ligne ou un ballon météorologique, l'auteur d'ouvrages scientifiques Mick West expliquant que l'un des objets impliqués dans ces incidents est « très probablement ... un objet se déplaçant relativement lentement tel qu'un oiseau ou un ballon » et que « l'avion de chasse qui le filme vole rapidement, ce qui crée une illusion de vitesse contre l'océan »,. Il indique également que la vidéo intitulée « GIMBAL » peut être expliquée comme la prise de vue d'un avion lointain dont le pivotement serait dû à la surexposition dans la caméra infrarouge elle-même en rotation.
À la suite des réunions d'information sur le renseignement organisées pour le Congrès et afin d'encourager les pilotes à signaler les incidents qui « se produisent régulièrement depuis 2014 », l'US Navy a annoncé avoir revu les procédures par lesquelles les pilotes devaient signaler formellement leurs observations aériennes inexpliquées. Au sujet de ces directives révisées, un porte-parole du chef adjoint des opérations navales a déclaré : « L'intention du message à la flotte est de fournir des directives révisées sur les procédures de signalement des intrusions présumées dans notre espace aérien. » ; il a également déclaré qu'une explication possible de l'augmentation des intrusions signalées pourrait être la plus grande disponibilité des systèmes aériens sans pilote tels que les quadrirotors.
En 2021, une évaluation mandatée par le gouvernement fédéral des États-Unis a donné lieu à la publication d'un rapport résumant les informations concernant les phénomènes aériens non identifiés (PAN). Le Rapport du 25 juin 2021 du Pentagone sur les phénomènes aériens non identifiés de neuf pages s'est concentré sur 144 observations de "phénomènes aériens non identifiés" par les forces armées américaines, principalement du personnel de la marine américaine, de 2004 à 2021. Le rapport a été publié en ligne  tandis qu'une annexe classifée a été remise à la commission du renseignement de la Chambre et du Sénat accompagnée de la rediffusion de ces trois vidéos déjà rendues public par le Pentagon.